# Acerpenna macdunnoughi
Acerpenna macdunnoughi is een haft uit de familie Baetidae. De wetenschappelijke naam van de soort is voor het eerst geldig gepubliceerd in 1937 door Ide.
De soort komt voor in het Nearctisch gebied.